# Anti-Nowhere League
Anti-Nowhere League — британская рок-группа, образовавшаяся в Танбридж Уэллс, Англия, в 1980 году и считающася одной из ведущих среди представителей второй волны панк-рока. Основными характеристиками звучания Anti-Nowhere League были оглушающий звук, нарочито «грязные» тексты (воспевавшие аморальность как главный жизненный принцип) и соответствующий имидж выразителей полной распущенности, который обозреватели Trouser Press характеризуют как «карикатурный». Первое время музыкальная критика относилась к группе пренебрежительно, но позже отношение к ANL в музыкальном сообществе стало меняться: многие их находки были использованы представителями sleaze-рока 1980-х годов, а Metallica даже сделала кавер на «So What» и пригласила Энимала принять участие в своём концерте 1992 года на Уэмбли.

## История группы
Энимал (наст. имя — Ник Калмер англ. Nick Culmer, вокал) и Мэгу (наст. имя — Крис Эксолл, англ. Chris Exall, гитара), давние друзья, не имевшие музыкального прошлого, свой первый концерт (с двумя другими приятелями в составе) дали в Танбридж Уэллсе в день ежегодного карнавала и были арестованы прямо на сцене. Об этом появилась заметка в местной газете, которая назвала их выступление «праздником бессмысленного шума». «Anti-Nowhere League с самого начала решили, что станут самым грязным, зловонным, злобным и уродливым панк-бэндом Британии, и без труда своей цели достигли», — писал позже PunkNet-77.
В 1981 году в состав вошли басист Уинстон и ударник Пи Джей (известный также как Persian John; настоящее имя — Джаханшах Агасса, англ. Djahanshah Aghassa). Группа попала в Apocalypse tour (где, наряду с хедлайнерами The Exploited играли также Chron Gen и Anti-Pasti, после чего Джон Курд подписал их к своему лейблу WXYZ Records. В том же году ANL провели гастроли с The Damned по Англии и Шотландии, а к концу года выпустили синглом кавер-версию фолк-хита Ральфа Мактелла «Streets of London».
Почти сразу же подразделение OPS (Obscene Publications Squad) устроило обыск в штаб-квартире записывающей компании и конфисковало десятитысячный тираж сингла. Причиной скандала стал би-сайд «So What» (где упоминались наркотики, скотоложество, венерические болезни и т. д.). В Америке материал сингла вышел (с ещё двумя песнями) под названием Anti-Nowhere League EP, и был охарактеризован как «вульгарный, оглушительный, тупой и смешной». Тем временем в Великобритании ANL оказались под запретом на радио и ТВ—после того, как в студию программы Top of the Pops Энимал явился с огромным топором. После этого группа провела So What Tour в сопровождении Chelsea, Chron Gen, The Defects и выпустила дебютный альбом We Are...The League, прессой встреченный отрицательно.

Трудно воспринимать всерьёз этот карикатурный панк-квартет из Танбридж-Уэллса. Главная мишень авторского дуэта Энимал-Магу—это «ничтожества этого мира» (то есть, добропорядочные граждане, которые работают с 9 до 17 и не увлечены всевозможными извращениями). Невозможно не поверить в их искренность, когда они плюются фразами, вроде: «Я ненавижу людей!», и всё-таки в первом альбоме присутствует чувство юмора, смягчающее даже такие оскорбительные вещи, как «Woman». — Trouser Press— Trouser Press
1982 год группа завершила американским туром с UK Subs, после чего в состав дополнительным гитаристом вошёл Гилли (англ. Mark Gilham) — во многом из-за того, что Магу много пил и часто не справлялся со своими прямыми обязанностями. В 1983 году ANL отправились в Югославию, где записали концертный альбом, ставший в Британии инди-хитом. Здесь также не обошлось без скандалов: власти настояли на том, чтобы высказывания Энимала о президенте Тито были удалены с мастер-тейпа. Как бы то ни было, группа «…в сокрушительном стиле (но на сравнительно чистом звуке) исполнила все свои самые известные вещи — „I Hate People“, „Woman“, „We Are the League“, „Streets of London“, „Let’s Break the Law“ — перед, как ни странно, более чем восторженной загребской аудиторией» (Trouser Press).
Тем не менее, в своём отношении к ANL британские и американские пресса и рок-истэблишмент были единодушны.

Поговорка «даже слепая свинья иногда натыкается на каштан»—напрямую относится к мимолетному феномену, известному как Anti-Nowhere League. Группа, которую возглавлял вокалист, испытывавший серьёзные проблемы с личной гигиеной… играя сырой, но стандартный панк-рок в духе Sex Pistols, выпустила один великолепный EP, после чего продолжала болтаться как банда бездарных бездельников, которым нечего сказать.— Джон Дуган, All Music Guide
В 1984 году из ANL (подавленный эффектом наркотиков и алкоголя) ушёл PJ. Через год (в течение которого группа не проявляла активности) его заменил Майкл Беттелл, который в свою очередь уступил место Джею Би (JB: Jonathan Birch). Перейдя на GWR Records, ANL записали альбом The Perfect Crime, который выпустили незаконченным из-за того, что рекорд-компания до конца не профинансировала релиз. Это была последняя капля: в 1987 году группа распалась, но лишь два года спуста дала «прощальный» концерт (выпущенный как Live Animals). Майкл Беттелл скончался в возрасте 41 года, от опухоли мозга.
В 1992 году JB сообщил Энималу о том, что Metallica приглашают того на Wembley Arena, где намереваются исполнить кавер «So What». Так было положено начало новой инкарнации Anti-Nowhere League. С гитаристом Марком группа 1993—1995 годы провела в непрерывных гастролях по небольшим залам и клубам, а в 1996 году подписала контракт с Impact Records и выпустила Pig Iron EP, после чего состав менялся уже непрерывно. В 2001 году Магу окончательно перестал появляться в составе группы на концертах.
В 2002 году к Энималу присоединились PJ (из второго состава), гитарист Jez и басист Shady. Квартет записал пятый студийный альбом группы Kings and Queens, выпущенный в 2005 году лейблом Captain Oi! Records. При этом группа была крайне недовольна тем, что из альбома были выброшены две песни: «The Day The World Turned Gay» и «The Adventures Of Peter Vile» (Питер Вайль—жаргонное прозвище педофила). В 2006 году ANL образовали собственный инди-лейбл Nowhere Records и здесь выпустили Pig Iron — The Album (2006), куда включили оба скандальных трека, не вошедшие в предыдущий лонгплей, а также «Landlord» (из альбома Out Of Control). В том же году группа провела гастроли по Англии, Австралии и Новой Зеландии.

## Дискография

### Студийные альбомы
- We Are…The League (1982)
- The Perfect Crime (1987)
- Scum (1997)
- Out of Control (2000)
- Kings and Queens (2005)
- Pig Iron—The Album (2006)
- The Road To Rampton (2007)
- The Cage (2016)

### Синглы / EPs
- «Streets of London» (1981)
- Anti-Nowhere League EP (1981)
- «I Hate People» (1982)
- «Woman» (1982)
- «World War III» (1982)
- «For You» (1982)
- «Out On The Wasteland» (1984)
- «Fuck Around The Clock» (1989)
- Pig Iron EP (1996)

#### Концертные альбомы
- Live In Yugoslavia (1983)
- Live and Loud (1989, реюнион)
- The Horse is Dead (1996)
- Live: So What? (1998)
- Return To Yugoslavia (1998)
- Live Animals (2002: Live In Yugoslavia + Live and Loud)